# Коччанте, Риккардо
Рикка́рдо Винсент Кочча́нте (итал. Riccardo Vincent Cocciante, род. 20 февраля 1946, Сайгон, Французский Индокитай) — итальянско-французский певец и композитор. Мать — француженка, отец — итальянец.
Автор музыки для культовых французских мюзиклов «Нотр-Дам де Пари» и «Маленький принц». В 1987 году написал музыку к фильму «Тандем». Во Франции и Италии известен как певец-исполнитель собственных песен («Le Coup de soleil», 1979—1980, «Celeste nostalgia», 1982, «Sincerità»/«Sincérité», 1983). Обладатель главной премии фестиваля Сан-Ремо 1991 года за песню «Если мы вместе» (итал. «Se stiamo insieme»).

## Дискография
- Mu (1972)
- Poesia (1973)
- Anima (1974)
- L’alba (1975)
- Concerto per Margherita (1976)
- Riccardo Cocciante (1978)
- …E io canto (1979)
- Cervo a primavera (1980)
- Q Concert (1981)
- Cocciante (1982)
- Sincerità (1983)
- Il mare dei papaveri (1985)
- Quando si vuole bene (1986)
- La grande avventura (1988)
- Viva!  (1988)
- Cocciante (также известен как Se stiamo insieme; 1991)
- Eventi e mutamenti  (1993)
- Il mio nome è Riccardo (1994)
- Un uomo felice (1994)
- Innamorato (1997)
- Istantanea (1998)
- Notre-dame de Paris live Arena di Verona (2002)
- Songs (2005)

## Мюзиклы
- Notre-Dame de Paris (1998; либретто Luc Plamondon)
- Giulietta e Romeo (2007; либретто Pasquale Panella)
- Le Petit Prince (2002; либретто Elizabeth Anais)